# Jacques Philippe
Jacques Philippe (Metz, Mosela, 12 de marzo de 1947) es un sacerdote católico francés.Pastor de la Comunidad de las Bienaventuranzas, experto en la conducción de cursos de retiro,y autor de numerosas monografías sobre la espiritualidad.

## Biografía
Nacido en Metz, la antigua capital de la región de Lorena. Tras licenciarse en Matemáticas, ejerció varios años como profesor e investigador. Se incorporó a la Comunidad de las Bienaventuranzas en 1976, que acababa de fundarse. En 1985 fue ordenado sacerdote en la diócesis de Albi. Tras pasar varios años en Jerusalén y Nazaret, estudiando las raíces judías del cristianismo, se trasladó a Roma para completar su formación estudiando Teología y Derecho canónico. En la capital italiana fue nombrado (1981) director espiritual de sacerdotes y seminaristas de la Comunidad. En 1994, asumió nuevas responsabilidades en la Comunidad en Francia. Desde allí comenzó a predicar regularmente varios retiros espirituales por diversas partes del mundo.

## Publicaciones
Sus libros, traducidos a dieciocho idiomas, tocan los temas de la meditación cristiana, la disponibilidad hacia los demás y la proximidad del Espíritu Santo.Entre ellos, se encuentran:
- Tiempo para Dios: guía para la vida de oración, Madrid, Rialp, 2001, 128 pp.[6]
- La libertad interior: la fuerza de la fe, de la esperanza y del amor, Madrid, Rialp, 2003, 164 pp.[6]
- La paz interior, Madrid, Rialp, 2004, 105 pp.[7]
- En la escuela del Espiritu Santo, Rialp, 2005, 91 pp.[8]
- Llamados a la vida, Madrid, Rialp, 2008, 156 pp.[9]
- La confianza en Dios: ejercicios espirituales, Madrid, Cristiandad, 2012, 147 pp.[10]
- La oración, camino de amor, Madrid, Rialp, 2014, 152 pp.[11]
- Aprender a orar para aprender a amar, Buenos Aires, San Pablo, 2015, 153 pp.[12]
- Busca la paz y consérvala: pequeño tratado sobre la paz del corazón, Buenos Aires, San Pablo, 2016, 106 pp.[13]
- Si conocieras el don de Dios, Madrid, Rialp, 2016, 192 pp.[14]
- La felicidad donde no se la espera: meditación sobre las Bienaventuranzas, Madrid, Rialp, 2019, 205 pp.[15]
- Nueve días para fortalecer la fe, Madrid, Rialp, 2019, 82 pp.[16]
- Nueve días para recuperar la alegría de rezar, Madrid, Rialp, 2019, 75 pp.[17]
- La paternidad espiritual del sacerdote: un tesoro en vasos de barro, Madrid, Rialp, 2021, 162 pp.[18]